# ヴァンドレッド
『ヴァンドレッド』 (Vandread) は、日本のテレビアニメ。続編『ヴァンドレッド the second stage』（ヴァンドレッド・ザ・セカンド・ステージ）や関連作品群についても、本項で記述する。
なお、本項では『ヴァンドレッド』を「第1期」、『ヴァンドレッド the second stage』を「第2期」と表記する。

## 概要
GONZOのテレビアニメ第2弾。
第1期は2000年10月3日から同年12月19日までの毎週火曜日18:30 - 19:00に、第2期は2001年10月5日から2002年1月18日までの毎週金曜日18:30 - 19:00に、それぞれ全13話ずつがWOWOWノンスクランブル帯で放送された。
劇場アニメ『超時空要塞マクロス 愛・おぼえていますか』やOVA『ガルフォース』シリーズに代表される男女種族間の星間戦争を物語の下敷きに、当時のGONZOが精力的に手掛けていた3DCGによるメカと手描きによるキャラクターを合成させた、デジタルアニメーションとなっている。
監督には、ガイナックス出身のもりたけしが起用された。もりたけしが得意とする美少女やメカなどの売れ線要素だけに留まらず、先述の星間戦争の背景や男女各自の繁殖方法、そして男女のメカが融合した際に性交体位を示唆した配置と化すコクピットなど、男女の存在理由や異文化の交流に着目した物語が展開される。
キャラクターデザインには、漫画『リアルバウトハイスクール』などで知られるいのうえ空によるデザインを原案に、GONZOのテレビアニメ第1弾『ゲートキーパーズ』でアニメーションディレクターを担当した黒田和也が起用された。同作のキャラクターデザインを担当した後藤圭二からの影響も見られる艶やかなキャラクター（特に女性）が、物語に華を添えている。
2001年と2002年のアニマックスをはじめ、後年にはAT-XやチャンネルNECOといった他のBS/CS放送局でも何度か放送されている。

## あらすじ
太陽系から遠く離れた宙域のとある銀河。そこでは、男性だけの惑星国家「タラーク」と女性だけの船団国家「メジェール」が、互いの存在を嫌悪し激しく憎み合いながら、長年に渡る星間戦争を続けていた。
ある日、タラークは士気の高揚と次の戦闘に備えて移民船「イカヅチ」を宇宙戦艦へ改造し、「九十九式蛮型撲撃機」と呼ばれる新兵器の模擬演習を兼ねて出撃する。タラークの下層階級で虐げられながらも機械工として逞しく生きていた少年ヒビキ・トカイは、仲間の言葉に乗せられ、自分達が製造に関わっている蛮型を強奪すると約束。仲間を見返してやろうとイカヅチに密航したが、即座に発見されて監禁の身となってしまっていた。
ところが、マグノ・ビバン率いる宇宙海賊「メジェール・パイレーツ」の海賊船がイカヅチを強襲。白兵戦の混乱に乗じて監禁の身から脱したヒビキは蛮型を探して奔走するが、その最中、メジェール・パイレーツのパイロット見習いでUFOが大好きな少女ディータ・リーベライと遭遇。不可抗力とはいえ、圧し掛かってきたディータの乳房を揉んでしまったヒビキは、その柔らかく弾む感触と生まれて初めて耳にした女性の嬌声に驚愕する。だが、この不思議かつ衝撃的な出会いを、UFOを操る宇宙人とのファーストコンタクトだと信じ込んだディータは任務も忘れて舞い上がると、慌てて逃げ出したヒビキを追跡し始めた。
なんとかディータを振り切ったヒビキは格納庫へ辿り着き、蛮型に乗り込んで脱出を図る。一方 、不利な戦況にタラーク側は乗っ取られてしまったイカヅチの旧艦区を切り離した上、空間魚雷「村正」で旧艦区諸共、メジェール・パイレーツを殲滅しようと目論む。村正の接近を知ったメジェール・パイレーツも旧艦区から離脱しようと行動を起こすが、旧艦区内の機関区では使われていなかった制御システム「ペークシス・プラグマ」が突如起動。暴走したそれから発せられる眩い光に包まれた旧艦区と海賊船は空間転移を起こし、全く別の宙域に飛ばされてしまった。ペークシスは通常、エネルギー発生源となる青緑色の巨大なクリスタルであるが、暴走・覚醒したそれは予期せぬ空間転移を発生させただけでなく、旧艦区と海賊船の融合・合体をも引き起こしていた。旧艦区に取り残されたヒビキと蛮型、ディータ達とその乗機である「ドレッドノート」もまた、ペークシスの光に包まれていく。そして、ヒビキが気絶から目覚めた時、蛮型は全く違う姿に変貌していた。
その頃、本星から遥か彼方の宙域では旧艦区と海賊船が1つになっていく様子を、謎の監視システムが見つめていた。すぐに起動したそれは、融合船に攻撃を開始する。混乱の続く最中、男女どちら側にも属さない謎の敵の攻撃に苦戦を強いられたマグノは、旧艦区に取り残されていたヒビキ達3人の少年と共闘する道を選ぶ。やがて窮地を救ったのは、ペークシスの影響で変貌を遂げたヒビキの蛮型とディータのドレッドノート。2機は新たな姿である巨大人型ロボット「ヴァンドレッド」に融合・合体すると、秘められた凄まじいパワーで監視システムを撃破していった。
撃破した監視システムから得られた情報は、タラークやメジェールの本星に未曾有の危機をもたらす、「刈り取り」と呼ばれる謎の作戦。しかし、2つの本星までは遠すぎて超空間通信も届かない。こうして危機を直に知らせるべく、「ニル・ヴァーナ」と名付けられた融合船で、ヒビキ達とメジェール・パイレーツによる帰還の旅が始まるのだった。

## 登場人物
全て酒及びそれに関係するもの（米や産地など）の名前から付けられている。
アニメ版と漫画版では登場人物や機体の設定などが変わっていたりするが、これはアニメ版の設定資料が完成する前に、漫画が始まってしまったためである。

### ニル・ヴァーナ

#### 男性クルー
ヒビキ・トカイ
声 - 吉野裕行
主人公。惑星タラークの3等民の機械工で16歳。志は大きく胸を張れる男でありたいと思っている。頭に血が上りやすく喧嘩っ早いが、たびたび無謀ともとれる奇策を発案しては幾度となく危機を脱している。大人の対応を行えるドゥエロや媚を売るバートとは違い、ニル・ヴァーナの女性クルー達とはたびたびラブルを起こしており、目の敵にされることも多い。しかしその一方で、スペシャル蛮型撲撃機がディータ達のドレッドノートと合体できる点を注目され、その資質目当てに子供を作ろうと迫られたりも。
ディータとの接触を皮切りに、女性達との様々な出来事を通して成長していく。エズラのカルーア出産に居合わせた時は、女体の神秘を目の当たりにしてショックを受けていた。漫画版でもテレビアニメ版でも女装姿を披露している。テレビアニメ版ではディータ達を名前で呼んでいなかったが、漫画版では名前で呼んでいた。
実は第1世代でグランパ・グランマ両名の実子であり、言うなれば両国の皇太子である。コールドスリープ前は、ニル・ヴァーナの母体となったイカヅチに乗っていた。
バート・ガルサス
声 - 関智一
金持ちの三男坊のタラーク人で16歳。自己保身のため、ハッタリを言ってニル・ヴァーナの操舵手を務める。第1期では何かに付けて媚を売ったり軽口を叩いたり、逃げ腰だったりと情けない役回りが非常に多い脇役の1人でしかなく、ニル・ヴァーナのほとんどの女性クルー達からも、ある意味でヒビキ以上邪険に扱われてしまうこともあった。しかし、ヒビキの安否を心配したりと、第1期終盤より他人思いな面も見せるようになる。第2期前半ではシャーリーと出会いで、自分の話を楽しんで聞いてくれた彼女と友達となる。シャーリーの真剣な喜びようには、「初めて誰かを喜ばせることができた」と口にするほど自分も喜び、彼女を大切な人として認識するようになり奮闘するが、それからまもなくシャーリーは病死してしまう。初めて大切な人の死に直面したバートは、号泣することしかできなかった。
上記の件がきっかけとなって人間的成長を遂げ、ニル・ヴァーナにホーミングレーザーを発現させるに至った。また、その際にはシャーリーの想いに報いるべく彼女の遺品であるマスコット人形に合わせて頭髪を剃り落としてスキンヘッドにし、以降は帽子も被らなくなった。
第2期後半ではブザムに好意を抱くようになり、彼女の正体を知ってショックを受けた。しかし、「女のブザムに惚れたんだ」とその意志を変えず、貫き通す。後にタラーク軍から凄惨な拷問を受けても、断固として自らの信念を曲げようとしなかった。
ドゥエロ・マクファイル
声 - 田坂秀樹
本来は戦闘要員だったがドクターとして働くことになった17歳のタラーク人。少し偏屈な所がある上、黒い長髪で顔の右半分はいつも隠れている。
当初は医者を志望していなかったが、怪我の治療をしているバーネット達を見て、持ち前の好奇心から医者を名乗って治療に当たった。成り行き上とはいえ女体の神秘に触れたことから、本格的に医者を目指し始める。元からエリート中のエリートの実力を持っていたため、肉体構造の違う女体の治療もすぐにこなせるようになった。
第2期ではエズラのカルーア出産に立ち会えなかったことを悔やむも、自分の好奇心を満たすことより患者を救うことこそが大事であると悟り、第3話で出産に立ち会えるチャンスがあっても、バートと交流を深めたシャーリーの治療を最優先で行った。
パルフェとは不思議とウマが合い、少しずつ距離を縮めていく。ドクターとしての立場上、パルフェ以外の女性クルー達とも少しずつ距離を縮めていったその経験から、タラーク軍に収監された時も「女は素晴らしい」と主張してはばからず、自らに拷問をかけた軍人にも「環境の犠牲者はあなたの方だ」と言い返している。第2期第13話では、顔を隠している前髪をパイにめくられ、彼女とパルフェの溜め息と頬染めを呼ぶ。
なお、漫画版には登場しない。

#### 女性クルー
ディータ・リーベライ
声 - かかずゆみ
ヒロイン。UFOマニアのパイロット見習で16歳。太ももまで伸びたワインレッドの髪とへそ出しルックが特徴的。いつも明るく間抜けな言動で振る舞っているが、それは周囲の者達に明るく笑っていて欲しいからという、ディータなりの気遣いである。ただし、若干場の空気を読めない部分が災いして深刻な事態に陥ってもふざけた態度をとってしまうことがあり、かえってヒビキやバーネットを怒らせてしまったこともある。かつては明るくもなく笑わない孤児であり、「いつか宇宙人さんがUFOで迎えに来て、幸せの星へ連れて行ってくれる」と本気で信じていた。そしてヒビキのことをその「宇宙人さん」だと信じ、当初は興味本意から彼にまとわり付いているだけだったが、ミスティがニル・ヴァーナへ来てからはヒビキのことを生身の男として露骨に意識するようになっていく。漫画版でもヒビキに興味があり、いつも一緒にいることが当たり前になっているものの、彼のことは名前で呼んでいた。
ヴァンドレッド合体時はヒビキの上に座り、彼の股間に尻を押し付ける姿勢となるため、ヒップラインが強調される。ヒップだけでなくバストやウエストもそれなりに優れたプロポーションを持つが、当初はジュラをはじめ周囲の女性達と比較しては、自らのそれにややコンプレックスを持つそぶりも見せていた。
第2期第13話ではタラークへの帰路に就くヒビキを見送るも、自分の名前を呼ぶ彼に応えてその手を取り、一緒に旅立っていく。
メイア・ギズボーン
声 - 折笠富美子
極めて無口かつクールなパイロットで19歳。恵まれていた生活環境を幼少時に全て失い、思春期には酷く荒んだ生活をしていたため、他人に心を開くことなく強い孤独と喪失感を抱えながら生きてきた。しかし、ヒビキとの交流がきっかけで少しずつ心を開いていき、第2期ではカルーアが生まれたことも重なってかなり柔和な表情も見せるようになる。終盤はミスティに慕われて一緒にいることが多くなり、ヒビキとも互いに握手を交わすほど親しい友人としての仲にまで発展していった。
当初はディータ以上の巨乳に見えたが、それはスーツ内蔵の胸パッドによる底上げで、実際はいわゆる貧乳であった。しかし、腰から下には底上げなど一切無い美尻の持ち主。ヴァンドレッド合体時はヒビキの背後から前のめりで被さり、コクピット後方に尻を突き出す姿勢となるので、ディータと同様にヒップラインが強調される。なお、貧乳に関しては『激闘篇』で湯に溶け出たペークシス成分に豊胸効果があると聞き付けた途端、そそくさと入浴しに行くというお茶目な面も見せた。
EDではヒビキに抱きつく姿が描かれているが、本編にそこまでの進展はない。
漫画版ではニル・ヴァーナの艦長を務めており、口数もそこそこ多い。
ジュラ・ベーシル・エルデン
声 - 浅川悠
バーネットと仲のよいパイロットで20歳。スーパーモデル級の完璧なプロポーションを誇る身体に露出度の高いドレス調の衣装を着けている金髪美人だが、妖艶な容姿に反して性格は我侭で目立ちたがり屋と、やや子供っぽい。第1期当初はヒビキ達を著しく見下していたが、徐々に彼らを認めるようになっていく。第2期では男への興味をますます強め、セックスでの子作りや自身での出産にも憧れを持ち、ヒビキにより露骨なアプローチを仕掛けるようになる。
ヴァンドレッド合体時はディータやメイアと違い、ヒビキと身体を直接触れ合う位置にシートが無い。最初はヴァンドレッド・ジュラの姿や能力に不満を持っていたが、惑星全体にバリアを展開できるほどの能力を目の当たりにした途端、天狗に。そういった部分からも、調子の良い性分が窺える。また、指には護身用を兼ねたビーム発射機能付きの煌びやかな指輪を数個装着している。
漫画版ではドレッドノートのパイロットではなく、ニル・ヴァーナのオペレーターを務めており、しゃべり方もお嬢様口調になっている。
バーネット・オランジェロ
声 - 根谷美智子
ジュラと仲のよいパイロットで18歳。ジュラにも引けを取らない良質のプロポーションを誇る身体に、露出度の高いハイレグレオタード調の衣装を着けている美人だが、器用貧乏な気性とジュラへの一途な想いゆえ、我侭に振り回されつつも引き立て役に徹する。しかし、第1期終盤にてパイウェイの虚偽の報告を真に受けた結果、「男に頼らず女だけで危機を乗り越える」と女性クルーを扇動し、ヒビキ達男性クルーを強引に隔離してニル・ヴァーナ内を危機に陥れてしまうなど、彼に負けず劣らずのトラブルを起こしたこともある。ガスコーニュが死んだ（と思われた）後は、罪の意識を抱えながら彼女の役割を引き継いでいる。
かなりの銃器マニアで、Cz75などの古い銃を好んで使っては銃撃戦に興奮するなど、物騒な面を見せている。
当初はジュラ達と同様にヒビキの資質や彼との「合体」に対して怪訝ながらも興味を持っていたが、漫画版ではヒビキへの興味を通り越し、彼自身への恋心を抱くまでに至る。ジュラのことも「ジュラ様」と呼び、敬語で話す。
ガスコーニュ・ラインガウ
声 - 浅野まゆみ
大柄で筋肉質の身体を持つ、姉御分の32歳。戦闘員ではなく、戦場へ出る仲間の補給と補佐をデリ機と呼ばれる補給用機で担当するが、必要とあらば補給中の機体をデリ機で庇うなど、操縦技術と度胸は並のものではない、普段は艦内で機体の整備や食事の用意などの雑用に徹することで、クルーを支える、言わば縁の下の力持ち。そのため、ディータ達からは「ガスコさん」と慕われているが、そう呼ばれると死別した姉が呼んでいた愛称であるため、あまり好んでおらずやんわりながら訂正を促す。ヒビキとはよくイカサマポーカーを行っては、ぼったくる仲となっていた。
やむなく出撃した際に死んだと思われるも、生存。第2期第12話ではそれまでの間に乗っ取っていた刈り取り母艦を操り、仲間の元へ颯爽と駆け付ける。再登場時は、多少痩せた感じに描かれていた。
パルフェ・バルブレア
声 - 豊口めぐみ
ノンビリとした性格の機関長で18歳。ディータとは親友で、彼女の相談をよく聞いている。強度の近眼で普段から目を覆い隠す大型の丸眼鏡を使用している上、ダブダブの作業服を着ているが、実はそれらを脱ぎ去るとディータ並みにかわいい巨乳美少女である。
ドゥエロとは当初から自然な関係を築いているが、お互い価値観の違う世界で育ったため、それが恋愛であるという事実に本人達は気づいていない。
漫画版では関西弁でしゃべり、かなりガサツな性格である。
パイウェイ・ウンダーベルグ
声 - 石毛佐和
ツインテールが特徴の最年少クルーで11歳。看護婦を担当。カエルのマペット型のリュックを常に持ち歩きながら「ケロケロ」とおどけ、面と向かって言い辛いことはよくマペットを通して言う。「パイ・チェック」と称してリュックから取り出したメモ帳を手にクルーのプライバシーを探るのが趣味だが、それが元で第1期終盤にて大きなトラブルを起こしたこともある。
ドゥエロと共にクルー達の健康を守るが、幼年なのとメジェールの医療技術の高さも手伝って、まだ重傷は治療できず、手術も無理。ドゥエロの実力の方が遥かに上ということもあり、物語が進むに連れて彼の助手の位置となっていく。やがて、第2期第12話ではパイ・チェックを止めると宣言し、メモ帳をリュックに封じた。また、ドゥエロのこともパルフェと同様に気にかけている。
漫画版ではエズラと共に海賊のアジト内で登場。
エズラ・ヴィエーユ
声 - 大原さやか
ブリッジクルー。常に糸目で、笑みを絶やさないおっとりタイプの24歳。第1期の時点で恋人のレベッカとの間に作った娘のカルーアを妊娠しており、後半になるとお腹が目立ってきていた。第2期でエレベーター内に閉じ込められた際には遂に産気付き、居合わせていたヒビキとディータの力を借りて出産した。ブリッジ業務が多忙なため、ピョロにカルーアのお守を任せきりにしていることを少し気にしている。
漫画版では海賊のアジト内で登場。ディータにとっては優しき姉のような存在である。
カルーア
声 - 浅野まゆみ
エズラが第2期で産んだ娘。顔はなぜかピョロによく似ており、彼に懐いている。オーマはレベッカ。
マグノ・ビバン
声 - 京田尚子
メジェール・パイレーツの長にして、ニル・ヴァーナの艦長。108歳の高齢であるが、まだ隠居はしておらず、若者達を纏め上げている。実は初期の移民の生き残りで、少女だった頃はタラークとメジェールの仲は険悪ではなく、男女も分かれてはいなかった。若者を叱り、励まし、諭し、慰めて導くその姿は、クルー達の母親のような存在。なお、周囲には隠しているが、病気で身体が弱っている。
実は第1世代であり、ヒビキとは移民船団時代に会っている。
漫画版ではニル・ヴァーナに乗り込んでおらず、海賊のアジト内で登場。女装していたヒビキを一発で見抜いた。
ブザム・A・カレッサ（浦霞天明）
声 - 沢海陽子（ブザム）、大塚芳忠（浦霞）
ニル・ヴァーナの副長で25歳。イニシャルと、艦長のマグノをAとしてその下に続く副長を務めていることから、BC（ビーシー）とも呼ばれている。マグノの参謀としても有能で、クルー達全員から慕われている存在だったが、正体はタラークが送り込んだスパイで特務諜報部中佐。しかし、マグノはそれを察した上で信頼していた。身体は手術で完璧に女性化されているが、声帯だけは本来のものが残されており、首に着けているチョーカーで声を変えていた。ニル・ヴァーナが母星宙域に達した際に行く手を阻んだタラーク防衛システムによる迎撃を、音声認証で停止させるために声を戻したことで正体を明かすことになった。その後、自ら監獄に入ったが、ニル・ヴァーナを接収したタラーク艦隊に救出される。しかし、本心ではすでにメジェール・パイレーツに寝返っており、ニル・ヴァーナ奪還のためにヒビキを艦内に残す策を講じ、タラークで危険思想として拷問されていたバートとドゥエロを救出してニル・ヴァーナに帰還する。そのまま立ち去ろうとしたが、マグノから副長に留まることを命じられ、再び忠義を誓う。鞭を用いた戦闘技術は高く、惑星ミッションでは白兵戦の際に大活躍を見せた。ヒビキ達にとっては兄貴分に等しい存在。
漫画版では全く設定が異なっており、正体は地球から送り込まれたエージェント。ヴァンドレッド・ディータとの戦闘に敗れ、爆死する。
アマローネ・スランジーバ、ベルヴェデール・ココ、セルティック・ミドリ
声 - 菊池志穂（アマローネ）、増田ゆき（ベルヴェデール）、若林直美（セルティック）
ニル・ヴァーナの艦橋でオペレーターを務める少女たち。第1期の時点では名前が付いておらず、オペレーターA、B、Cと表記されていた（名前をアルファベット表記にした際の頭文字がA・B・Cなのは、その名残）。アマローネやベルヴェデールがディータ並みに豊満な身体なのに対し、セルティックは極めて細身。セルティックのみ男への強い嫌悪感を拭えず、第1期では同じ空気に接することすら嫌って熊の着ぐるみを身に着けていたり、席に着ぐるみのみを置いて職務放棄するなどしていたが、第2期ではそれも解消し、毎回違うコスプレで登場するようになった。
漫画版ではベルヴェデールとセルティックだけがニル・ヴァーナのオペレーターであり、アマローネは2人の先輩として海賊のアジト内で登場。
ピョロ
声 - 岩田光央
元はイカヅチに積まれていた情報処理用のナビゲートロボットだったが、海賊船との融合時にペークシスの影響を受け、自我に目覚めた。以後はヒビキなどに悪態を突きながら、ニル・ヴァーナのマスコットとなる。カルーアを自分の娘のようにかわいがっており、「ピョロニ」と呼ぶ。ウータンに異常に好かれており、非常に恐れている。
役立たずのように見えてペークシスの媒介になったり、システムと人間の意思疎通の仲介になったりするなど、ナビゲートロボットとしては優秀。また、第2期ではヒビキ達が乗ったエレベーターの落下を支えたことから、力もかなりのもの。スーパーヴァンドレッド合体時には不可欠な存在であるため、スーパーヴァンドレッドを勝手に「ヴァンドレッド・ピョロ」と呼んでいる。
ミスティ・コーンウェル
声 - 有島モユ
第2期から登場。他星系共々、刈り取りの危機から逃れさせようと案じた両親によって、冥王星から送り出された。ニル・ヴァーナに回収されてすぐヒビキに惚れてしまい、ディータと恋の鞘当てを繰り広げることになる。クルーとしては一応オペレーター見習いだったが、小説版にてオペレーター見習いからイベントクルーに異動となった。
後半ではメイアを「お姉さま」と慕うようになり、ディータとも友人同士になる。
Qちゃん
ミスティの立体映像型ペット。ミスティが寝ている時は、右イヤリングの中に入っている。ミスティの思念に応じて様々な形に変わるため、彼女がヒビキにラブラブの時はハート型に変わっていた。
レベッカ
声 - かないみか
エズラの恋人でカルーアのオーマ。メジェール・パイレーツのアジトの留守を任されていた。収監されたマグノ達を救出すべく駆け付けた際にはカルーアとの初対面を果たすが、すでに父親面をしていたピョロとは険悪な関係に。外見は和服風。
バロア
声 - 菅原祥子
レベッカと同じくアジトの留守を任され、その警護に就いていたドレッドノートのパイロット。強気な性格。戦いの中、成長していたディータ達に驚く。
テンホウ・ミホソラ
漫画版オリジナルキャラクター。
「プログラムを脳裏に直接還元し、機械とお話ができる」特殊能力を持つ無口な少女、というより幼女で、ディータの妹分。ヒビキを慕うようになる。
アスラ・ミューティ
漫画版第2巻オリジナルキャラクター。
ヴァンドレッド・ディータより強力な「ヴァンドーラ」を駆る一匹狼のパイロット。ヒビキにディータと別れて自分の「妹背（恋人の雅語）」になれと迫る。
ペークシス・プラグマ
ニル・ヴァーナのメイン動力。正確には無機生命体であり、明確な意思を持っている。他の戦艦の動力にも使われているが、本編中で意思を持っていることが確認されているのは、ニル・ヴァーナのペークシスだけである。

### タラーク
グラン・パ
声 - 麦人
本名はゼン。タラークの指導者で、ヒビキの父。八聖翁の1人。意味は「祖父」。
ジン
声 - 大塚周夫
ヒビキの育ての親で、グラン・パの実弟。ヒビキには「じっちゃん」と呼ばれる。元は八聖翁の1人だったが、多数決を行う上で偶数だったため、自分から身を引いた。
トドロキ艦長
声 - 鈴置洋孝
本名不明。戦艦トドロキの艦長を務めている熱い男性。ヒビキの呼びかけに応え、刈り取りとの決戦に駆け付けた。
キュンメル・大関（- おおぜき）
声 - 広瀬正志
初老の熟練エースパイロット。青い百一式蛮型撲撃機に搭乗する戦闘隊長。戦国武将を連想させるような古風な口調でしゃべる。かつては酒場で飲んだくれていた身だったが、ヒビキの呼びかけに応えて刈り取りとの決戦に駆け付け、「一番槍の栄誉を」と名乗り出た。口相応の実力者であり、偽ヴァンドレッド・ジュラとピロシキ型を同時に破壊したりウニ型を素手で粉砕するなど、戦闘に貢献した。

### メジェール
グラン・マ
声 - 麻生美代子
本名はアンリ。メジェールの指導者で、ヒビキの母。意味は「祖母」。
メイアのオーマ
声 - 折笠愛
本名不明。メイアの卵子提供者。メジェールでは著名な俳優で、テラフォーム計画の看板的立場にあったが、スキャンダルに巻き込まれて失踪し、現在は行方不明。髪型も服装も、男性的な格好をしていた。
メイアのファーマ
声 - 井上喜久子
TVではシェリーという名で紹介される。メイアを出産した女性。科学者で、メイアのオーマと同じくテラフォーム計画に携わる。故人。

### その他の登場人物
ラバット
声 - 石塚運昇
自称「宇宙商人」。サルのウータンと共に宇宙を放浪している。実は初期移民の生き残りの第1世代であり、地球人の手先として刈取り対象の惑星に商売人を自称しつつ集めた内部情報を地球に売り渡すことで刈り取りを逃れている(本人曰く「牧場の牧羊犬」)。過去にマグノやヒビキと会ったことがある。数度ヒビキの前に現れ、彼を導き成長させることとなった。
ラバットとは星々を巡る際に使っている偽名であり、本名はサム。
ウータン
声 - くじら
ラバットに連れられているオランウータン。ニル・ヴァーナではピョロがお気に入りで、目につくと徹底的に追い回すため、彼からは非常に恐れられている。ただし、ラバットのことが大好きなため、彼がリズをはじめ他の女性と良い雰囲気になると、人身御供になろうとしたピョロすら目に入らない程までに嫉妬で暴れ出す。
また、ウータンが操縦する独自の戦闘ロボも存在しているが、一度出撃すると全ての弾丸を喜々として撃ち尽くすトリガーハッピーな一面もあり、ラバットは弾薬費大きく消耗するウータンを戦場に出すことを非常に恐れている。ちなみに雌。
ココベリ
声 - 銀河万丈
ラバットが辿り着いた小惑星に住む小部族の長であり、ペークシスを「精霊」と呼んでいる。地球の操作によって声を失ったが、心の声（テレパス）を手に入れ、それにより精霊との会話を行っている。
ヒビキを精霊の祠へ導くと、ペークシスが感情を持つ生物であり、常に語りかけているという旨を伝える。別れ際にはヒビキの額に楕円状の宝石を着け、自分達の住む小惑星を彼の第二の故郷かつ家族であると優しく諭し、ヒビキ達を送り出した。
リズ
声 - 勝生真沙子
刈り取りの対象にさえならない「不良品」や逃げてきた者達が身を寄せ合う無法宇宙ステーション・ミッションの女ボス。外敵には容赦なく、ヒビキ達にも刃を向け、刈り取りが攻め込んできた時は火炎放射器で応戦した。ラバットにはいつもヤキモキされており、その回数はかれこれ37回に及ぶ。ラバットの前では頬を染め、恥ずかしがりな一面も見せる。後に手下を率い、ラバットともに決戦に加勢する。
セラン
声 - 日髙のり子
出奔したヒビキが流れ着いた男女が共存する惑星メラナスの少女。ヒビキの怪我を手当したり機体の修理を手伝ったが、敵襲の際に爆風に巻き込まれて死亡。ヒビキが初めて体験した「人の死」であり、後に多大な影響を与えた。
シャーリー
声 - 釘宮理恵
第2期第3話に登場。地球が研究のためにわざと各種の病気を流行させている惑星の少女。身体は地球の身勝手な実験により、衰弱の一途を辿っている。幾ばくもない余命の中で出会ったバートと心を通い合わせ、彼をモデルにマスコット人形を作っていたが、髪と帽子を着ける前に帰らぬ人となる。シャーリーの住む惑星では自分達の遺体を地球へ捧げることは決定事項であり（埋葬すら不可）、自分の生きた証として人形を作る風習があるゆえの行為だったが、彼女の存在とその死は、バートを人間として大きく成長させた。
地球人（本名不明）
声 - 家弓家正
第2期第12話、第13話に登場。少年のような容姿だが、老いた声で喋るなど、年齢は不明。地球最後の惑星破壊用戦艦を率いてヒビキ達の前に立ち塞がる。

## 登場メカ

### 『ヴァンドレッド』に登場
ヴァンドレッド合体形態
ヒビキのSP蛮型とディータ達のSPドレットとの合体により生まれる強力な機体。
謎も多く、合体により各機体も少しずつ強化されていく。
ヴァンドレッド・ディータ（蒼い巨人）
攻撃力に特化した形態。3機中、最もスペシャル蛮型のラインを残している人型。主な武器は背部に装備された2門のクリスタルキャノンで、各腕にも装備可能。さらには取り外すことで、ツインランサーとしても使用可能となる。
シートは1つで、ディータはヒビキの上に座る体勢で操縦する。
その姿は、ディータの願いである「自分達（メジェール）を助けてくれる宇宙人」から顕在化したもの。
漫画版では主役機として登場。しかし、ヒビキのSP蛮型との合体ではなく、常に合体状態・人型を維持された状態のままになっており、SPドレットへの変形をしたのは1度のみ。
ヴァンドレッド・メイア（白い翼）
機動力に特化した形態。形状としてはドレッドに近く、宇宙を駆ける鳥のような姿。必殺技は嘴上の先端にエネルギーを集中させて超高速で敵機を貫く、「ファイナル・ブレーク」。
コクピットには通常のシートはなく、ヒビキは前傾姿勢でコンソールに体重を預けるライディング体勢。メイアはそのすぐ後ろで仰け反るようにシートに身体を預け、アメリカンバイクに似た体勢で操縦する。
その姿は、「自ら科した戒めのかごの中から解き放たれたい」という願望から顕在化した。
ヴァンドレッド・ジュラ（紅い爪）
防御力に特化した形態。ジュラのドレッドの先端を開いたような、カニに近い姿。ハンキング・アーム、大型レンズ型ビットを1基、小型ビットを8基装備しており、惑星1つを覆えるほど強力なバリアを展開可能。大型レンズ型ビットは強力なトラクタービームを内蔵しており、第1期第9話ではそれを応用して惑星アンパトスの海水を大量に大気圏外まで汲み上げ、敵のユリ型回収船の内部へ送り込んで撃破している。また、各ビットから放つビームで全方位攻撃を行なうことも可能。
他の2機とは違い、ヒビキとジュラのシートは別々になっており、遊園地のコーヒーカップ状のレールに並ぶ可動式。
その強力なバリアとカニに近い姿は、「本当は弱い心根を取り繕う硬い殻」が元になっている。
その他
スペシャル蛮型（九十九式蛮型撲撃機 / ヴァンガード）
本来はタラークの新型主力量産機である「九十九式蛮型撲撃機」の1機が、ペークシスに取り込まれて変貌を遂げた特別な蛮型。ヒビキ専用機で、機体色は黄。同じくペークシスの影響によって一緒に取り込まれ、改造されたディータ、メイア、ジュラのSPドレッドノートと融合合体できるようになる。武器は十徳アックス、二十徳ソード。ニル・ヴァーナには他にも、イカヅチに搭載されていたノーマル（こちらもペークシスへ取り込まれたが、変化しなかった）の蛮型が数機存在しており、地上活動ではドレッドノート隊のメンバーが各自のパーソナルカラーに染めて使っていた。
「ヴァンガード」の呼称は、メジェール側によるものである。
ドレッドノート
メジェールの機動兵器であり、全長約30メートルの戦闘機。通常はコクピットが存在するメインフレームにオプションパーツを換装することで、多目的作戦活動をこなす万能戦闘機として活躍できる機体だが、ペークシスの影響でディータ機、メイア機、ジュラ機は形状が変化し、SP蛮型と融合合体できるSPドレッドノートとなった。その一方で、SPドレッドノートは形状の変化から規格外となり、パーツ交換はおろか通常格納庫にも収まらなくなったため、急遽イカヅチの蛮型格納庫の一部を改造し、専用格納庫として使う羽目になってしまった。
ニル・ヴァーナ
イカヅチの旧艦区とマグノの海賊船が、ペークシスの影響で融合してしまった姿。パルフェ達がクルーからの公募で、「ニル・ヴァーナ」という名前をマグノが採用した。武装らしい武装は一切持っていないため、当初の戦闘はドレッドノートに依存していたが、バートの成長によりホーミングレーザーが生まれ、戦闘にも参加できるようになった。
ウータン・スペシャル
ウータンが乗る戦闘ロボット。元は整備・作業用ロボットだったが、不明の経緯を経てウータン専用の戦闘ロボットとして改造された。大量の砲が装備されているものの、パイロットのウータン自身に最大の欠点（出撃する度に全弾を撃ち尽くす）があるため、ラバットも極力出撃させないようにしている。

### 『ヴァンドレッド the second stage』に登場
スーパーヴァンドレッド（スーパーヴァンドレッド高速形態）
ヒビキ達の成長に応えたペークシスが誕生させた、ヴァンドレッド完全体とも呼ばれる最強の合体形態。下記のSP4機にピョロを加えた全機が融合合体し、ヴァンドレッド・ディータを上回る巨人型となる。各ヴァンドレッドの能力を併せ持っており、状況に合わせてヴァンドレッド・メイアに似た鳥形の「高速形態」、ヴァンドレッド・ジュラに似た「防御形態」などへ瞬時に変形できる。基本となる巨人型の武器は、掌から取り出す結晶剣、左右大腿部に4基ずつ計8基装備している小型円盤形状のビットを展開してのバリアやビーム攻撃など。ビットは全形態で共通して使うことが可能で、第2期第12話では高速形態時に機体周囲に展開しながら、本体にエネルギーを収束させて強大な威力を持つビームを放っていた。本編での登場回数は3回。
スペシャルドレッドノート・ディータ2（ヴァンドレッド・ディータ）
スーパーヴァンドレッドへ進化したことにより、各機能が強化された。SPドレッド単機でも大気圏突入が可能になったり、ヴァンドレッド・ディータ状態でも単体で偽ニルヴァーナを破壊できるまでになっているが、名称は変わっていない。
スペシャルドレッドノート・メイア2（ヴァンドレッド・メイア）
スーパーヴァンドレッドへ進化したことにより、各機能が強化された。特に、ヴァンドレッド・メイア状態では頭部先端から強力なビームを撃てるようになっているが、名称は変わっていない。
スペシャルドレッドノート・ジュラ2（ヴァンドレッド・ジュラ）
スーパーヴァンドレッドへ進化したことにより、各機能が強化された。ヴァンドレッド・ジュラ状態では一部外見が変化しており、融合したスペシャル蛮型改が収容されている部分のクリスタルパーツの透明度が高くなっているが、名称は変わっていない。
スペシャル蛮型改（九十九型蛮型撲撃機 / ヴァンガード）
スーパーヴァンドレッドへ進化したことにより、各機能が強化されたSP蛮型。一部武装と外見が変わり、機体各所にクリスタルパーツが増えた。武装に関しては盾から十字型に伸ばす手裏剣のような物が増えたが、第2期第13話でしか使われなかったため、用途は不明。機体名称は変わらず、「ヴァンガード」もしくは「蛮型」のまま。
ウータン・スペシャル改
ウータンの使う作業ロボットを改造した戦闘ロボットに、武器を装備できるだけ装備した状態。ウータンが相変わらずであるため、出撃する度に全弾を撃ち尽くすという欠点は同じ。
ニル・ヴァーナ
バートの精神成長に合わせて成長し、艦全体にホーミングレーザーが現れた。バートの意志で強引にレーザーを曲げ、味方は避けつつほぼ確実に目標へ命中させるという、理屈では説明できない武器となっている。
百一式蛮型撲撃機
九十九式蛮型撲撃機に代わるタラークの次期新型主力機。宇宙戦重視の仕様となっており、基本性能は九十九式を遥かに凌ぐ。主な武装は、薙刀とニードルビーム砲。
空間作業用メカ・たまちゃん

ニル・ヴァーナ・ジャム

### 『ヴァンドレッド 激闘篇』に登場
スーパーヴァンドレッド（スーパーヴァンドレッド防御形態）
WOWOW放送時には設定画にしか存在していなかった形態。『激闘篇』の新作パートで、ようやく陽の目を見ることとなった。基となったヴァンドレッド・ジュラと同じ形状の、大型レンズ型ビットを装備している。

## 登場勢力・登場惑星
タラーク
テラフォーミングに成功した黄土色の惑星で、メジェールの衛星。男性だけの軍事帝国であり、子供は意気統合した男性同士が遺伝子を掛け合わせた後、保育プラントから誕生する。風呂敷や漢字などの日本文化がメジェールより目立つ他、帝国主義に基いた身分制度が存在している（ヒビキは三等民、バートやドゥエロは一等民）。三等民は居住区の出入りから制限されており、生産・製造業を始めとする作業に生涯従事させられる。タラークの数少ない娯楽である『祭り』への参加権も認められない。軍事国家であるため軍人の身分が高く、士官学校出身の軍人は一等民のみであり、一等民はタラークの創始者であり最高権力者グラン・パを含む八名の第一世代「八聖翁」の遺伝子を正式に受け継いでいる者達となる。
帝国政府のプロパガンダでタラークの民は皆、「女は鬼のような恐ろしい化け物である」と教え込まれている。食べ物は豪華とは言えない合成食品ばかりであるが、その分栄養価値は高くバランスも考えられている。地球による刈り取りの対象は生殖器。
タラークの全国民は身分証明用のID携帯が義務付けされており、一等民は短剣を模した構造、三等民はカード構造となっている。
テラフォーミングの成功により惑星上での生活には問題はないが、大地そのものは痩せているようでジンが長く土を耕した結果、ようやく木の苗が実っていた。
「八聖翁」の他にタラークに辿り着いた移民船団当時の人々はコールドスリープで眠りについており、「八聖翁」の一人であるジンが守り人として管理を行っている。地球の刈り取りに関する事はタラーク指導部は既に知っており、マグノからのメッセージを受け取った際には内容の消去を行っていたが、刈取り対策として、地球方面の領域に極めて大規模な機雷源と自動砲台群による自動防衛施設の配置を行っている。
メジェール
過去にテラフォーミングを失敗してしまい、現在は再テラフォーミング中の惑星。女性だけの船団国家であり、繋ぎ合わせた多数の移民船から構成されている。子供は意気統合した女性同士が遺伝子を掛け合わせた後、胎内から誕生（「オーマ」と呼ばれる方が卵子を提供し、「ファーマ」と呼ばれる方が出産を担当）する。民は皆、「男は不潔な生き物である」と教え込まれている。食べ物はタラークより遥かに豪華。タラークと同じく、地球による刈り取りの対象は生殖器。
テラフォーミング失敗の影響で内情は火の車であり、女性のみの国民性も災いし、無駄な浪費による電力不足から船団ユニットが住民ごと政府から見捨てられた事例まで存在する。かつてのテラフォーミングの失敗は主要人物の一人であるメイアの両親が深く関わっていた。
軍人は極めて無骨な全身宇宙服を装着していることが多いため、宇宙服の外見的特徴からもタラークで「女は魔物」の意識が高まる原因の一つにもなっている。
国家元首はグラン・マで、タラークの「八聖翁」の様な他の第一世代関係者の存在は語られない。しかし、タラーク指導者グラン・パとグラン・マは配偶者だった事もあり、両国間には秘匿されたホットラインが設置されている。
メラナス
地球に皮膚を狙われている惑星。過去の刈り取りを理由に反地球の立場を取っており、自国の防衛線上に宇宙艦隊を配備するなどの抵抗を行っているが、地球側の圧倒的物量に押し負けている。
アンパトス
ほぼ孤島程度の陸地しか存在しない水の惑星で、「宇宙で最も美しい惑星」を自認している辺境の惑星。地球からは脊髄を狙われているが、この地に自分達を導いた地球を「ムーニャ」として崇めている。そのため、刈り取りへの抵抗はおろか嬉々として地球人が来ることを待ち望んでいる。
地球
全ての始まりの惑星。タラークやメジェールをはじめ、数々の遠く離れた惑星へ移民を行うほどの「進化」を果たして支配階級となったものの、生物的には遺伝子の飽和によって進化の可能性を失い、袋小路に陥っている。各所への移民惑星に対して特殊な環境構成構築を指示したのも進化の可能性を見出すためである(タラークとメジェール建国時に男女の区分けを行ったのも地球からの指示によるもの)。
現在の地球は惑星の軌道上に歯車のような構造物が張り巡らされており、衛星の月を強引にはめ込まれた構造をしているため、惑星表面には慢性的な暴風雨が吹き荒れており、居住環境を失っている。そのため、わずかに生き残った地球人は歯車の内側に都市を建設して生きているが、こういった事態へ陥るまでの詳細な経緯は不明。
この環境に陥った結果、既にクローニングすらままならなくなった地球は自己保存という考えを有するようになり、最終的には各地の植民星で過酷な環境下で発達した植民星の人々は地球人類存続のための材料であると主張。残されたオリジナルのペークシスプラグマを利用した無人収穫艦隊を建造し、各植民星人の内臓、血液、皮膚等の身体部品を収穫して自分たちにくっつけることで生存を確保しつつ、現在に至る。各惑星の住民を被検体とした非人道的な実験や、様々な臓器提供（というより強制的な強奪）である「刈り取り」を行っている。
その他の惑星
タラークやメジェール以外にも多くの移民惑星が存在しており、それぞれが地球の刈り取りによって蹂躙されている。タラークやメジェールとは違って男女が一緒に暮らすのが普通なので、ニル・ヴァーナの面々は彼らと接する度にカルチャーショックを受けることになる。

## スタッフ
- 原作 - もりたけし、GONZO
- 監督 - もりたけし、樋口真嗣（『胎動篇』、『激闘篇』）
- 総監督 - もりたけし（『胎動篇』、『激闘篇』）
- 助監督 - 角田一樹（第1期）、平池芳正（第2期）
- シリーズ構成 - 冨岡淳広
- キャラクター原案 - いのうえ空
- キャラクターデザイン、総作画監督 - 黒田和也
- メカニクスバイザー - 前田真宏、山口宏
- メカニックデザイン - 宮尾佳和、海老川兼武
- 3D監督 - 松浦裕暁
- 美術監督 - 東潤一
- 色彩設計 - 中村近世（第1期）、鈴木依里（第2期）
- 撮影監督 - 唐戸光博
- 編集 - 重村建吾
- 音楽 - 岩崎文紀
- 音響監督 - 鶴岡陽太
- プロデューサー - 堀内麻紀、田中渉、月野正志
- アニメーション制作 - GONZO
- 製作 - メディアファクトリー、電通、G.D.H.

## 主題歌
ヴァンドレッド
オープニングテーマ
「TRUST」
作詞 - 貴三優大 / 作曲・編曲 - 岩崎文紀 / 歌 - Salia
エンディングテーマ
「himegoto」
作詞 - Miki / 作曲・編曲 - Miyo-Ken / 歌 - SiLC（MIKI）
挿入歌
「いくとせはるか」
作詞 - 貴三優大 / 作曲・編曲 - 岩崎文紀 / 歌 - かかずゆみ、浅川悠、折笠富美子、豊口めぐみ
「WHAT A WONDERFUL WORLD」
作詞 - Robert Thiele（a/k/a:George Douglas） / 作曲 - George D.Weiss / 歌 - Donna Burke
ヴァンドレッド 胎動篇
オープニングテーマ
「SPACY SPICY LOVE」
作詞 - 貴三優大 / 作曲・編曲 - 岩崎文紀 / 歌 - メジェール・パイレーツ（かかずゆみ、折笠富美子、浅川悠、豊口めぐみ、京田尚子、沢海陽子、根谷美智子、浅野まゆみ、大原さやか、石毛佐和）
エンディングテーマ
「himegoto」
作詞 - SiLC（MIKI） / 作曲・編曲 - SiLC（MIYO-KEN） / 歌 - SiLC
ヴァンドレッド the second stage
オープニングテーマ
「JUSTICE」
作詞 - 貴三優大 / 作曲 - 岩崎文紀 / 編曲 - 岸村正実 / 歌 - 工藤亜紀
エンディングテーマ
「YES TOGETHER」
作詞 - 渡辺なつみ / 作曲 - 岩崎文紀 / 編曲 - 岸村正実 / 歌 - 工藤亜紀
「TRUST」
作詞 - 貴三優大 / 作曲・編曲 - 岩崎文紀 / 歌 - Salia
第13話で使用。
挿入歌
「Somedays」
作詞・歌 - Donna Burke / 作曲・編曲 - 岩崎文紀
イメージソング
「Good Day Friends」
作詞 - 相田毅 / 作曲・編曲 - 永井ルイ / 歌 - ディータ（かかずゆみ）
「Moon Light Lullaby」
作詞 - 相田毅 / 作曲・編曲 - 永井ルイ / 歌 - メイア（折笠富美子）
「Slow Down」
作詞 - 相田毅 / 作曲・編曲 - 永井ルイ / 歌 - ジュラ（浅川悠）
「彼女はダンディズム」
作詞 - 相田毅 / 作曲・編曲 - 永井ルイ / 歌 - バーネット（根谷美智子）
「会ったとたんにひと目ぼれ」
作詞 - 相田毅 / 作曲・編曲 - 永井ルイ / 歌 - パイウェイ（石毛佐和）
「ココニイル ココニイテ」
作詞 - 相田毅 / 作曲・編曲 - 永井ルイ / 歌 - エズラ（大原さやか）
「Well Come Home」
作詞 - 相田毅 / 作曲・編曲 - 永井ルイ / 歌 - パルフェ（豊口めぐみ）
ヴァンドレッド 激闘篇
エンディングテーマ
「PROOF」
作詞 - 貴三優大 / 作曲・編曲 - 岩崎文紀 / 歌 - メジェール・パイレーツ（かかずゆみ、折笠富美子、浅川悠、豊口めぐみ、京田尚子、沢海陽子、根谷美智子、浅野まゆみ、大原さやか、石毛佐和）

## 各話リスト

### テレビシリーズ
全て楽曲のタイトルから付けられている。第1期の第12話と第13話は2話連続放送。
| 話数                            | サブタイトル             | 脚本           | 絵コンテ       | 演出                | 作画監督       | メカ作監          | 放送日         |
| ヴァンドレッド                  | ヴァンドレッド           | ヴァンドレッド | ヴァンドレッド | ヴァンドレッド      | ヴァンドレッド | ヴァンドレッド    | ヴァンドレッド |
| ------------------------------- | ------------------------ | -------------- | -------------- | ------------------- | -------------- | ----------------- | -------------- |
| 1                               | ボーイ・ミーツ・ガール   | 冨岡淳広       | もりたけし     | 山本裕介            | 黒田和也       | 川原智弘 増尾昭一 | 2000年 10月3日 |
| 2                               | そして僕は途方にくれる   | 冨岡淳広       | もりたけし     | 宇治部まさと        | 高木潤         | 川原智弘          | 10月10日       |
| 3                               | これが私の生きる道       | 冨岡淳広       | もりたけし     | 別所誠人            | 河野悦隆       | 増尾昭一          | 10月17日       |
| 4                               | もっとあなたを知りたくて | 冨岡淳広       | 千明孝一       | 山口武志            | 藤井孝治       | 川原智弘          | 10月24日       |
| 5                               | 甘いワナ                 | 高橋ナツコ     | TAMA           | 平池芳正            | 追崎史敏       | 川原智弘 増尾昭一 | 10月31日       |
| 6                               | What a Wonderful World   | もりたけし     | 前田真宏       | 横山広行            | 石井明治       | 川原智弘 増尾昭一 | 11月7日        |
| 7                               | Easy Life                | 高橋ナツコ     | 東海林真一     | 角田一樹            | 日向正樹       | -                 | 11月14日       |
| 8                               | 無理だ!                  | 冨岡淳広       | 東海林真一     | 東海林真一          | 児山昌弘       | 川原智弘          | 11月21日       |
| 9                               | 天国よりも野蛮           | もりたけし     | うえだしげる   | うえだしげる        | 大塚健         | 大塚健            | 11月28日       |
| 10                              | White Love               | 高橋ナツコ     | 阿部達也       | 阿部達也            | 神戸洋行       | -                 | 12月5日        |
| 11                              | 一緒に…                  | 高橋ナツコ     | 竹下健一       | 竹下健一            | 波風立流       | 川原智弘          | 12月12日       |
| 12                              | THEY DON'T CARE ABOUT US | 冨岡淳広       | 中津環         | 山口武志            | 波風立流       | 川原智弘          | 12月19日       |
| 13                              | To Feel The Fire         | 冨岡淳広       | ミズシマセイヂ | ミズシマセイヂ      | 千葉道徳       | 千葉道徳 増尾昭一 | 12月19日       |
| ヴァンドレッド the second stage |                          |                |                |                     |                |                   |                |
| 1                               | Red Angel                | 冨岡淳広       | 東海林真一     | 平池芳正            | アオキヨシト   | 川原智弘          | 2001年 10月5日 |
| 2                               | Be My Baby               | 冨岡淳広       | 阿部達也       | もりたけし          | 島崎克実       | 川原智弘          | 10月12日       |
| 3                               | 花咲く旅路               | 高橋ナツコ     | もりたけし     | 加藤敏幸            | 香川久         | 川原智弘          | 10月19日       |
| 4                               | Everything               | もりたけし     | 別所誠人       | 別所誠人            | 河野悦隆       | 川原智弘          | 10月26日       |
| 5                               | Somedays                 | 冨岡淳広       | 紅優           | 紅優                | 倉嶋丈康       | 川原智弘          | 11月2日        |
| 6                               | オリジナル スマイル      | 冨岡淳広       | 平池芳正       | 平池芳正            | 高木信一郎     | 川原智弘          | 11月9日        |
| 7                               | 頬にキスして             | 高橋ナツコ     | 阿部達也       | 阿部達也            | 香川久         | 川原智弘          | 11月16日       |
| 8                               | reality                  | もりたけし     | もりたけし     | もりたけし 平池芳正 | 倉嶋丈康       | 川原智弘          | 11月30日       |
| 9                               | 全部抱きしめて           | もりたけし     | 加藤敏幸       | 加藤敏幸            | 下坂英男       | 川原智弘          | 12月7日        |
| 10                              | Easy Come,Easy Go        | 高橋ナツコ     | 紅優           | 紅優                | 吉田隆彦       | 川原智弘          | 12月14日       |
| 11                              | 楽園                     | 冨岡淳広       | 加藤敏幸       | 平池芳正            | 高木信一郎     | 川原智弘          | 12月21日       |
| 12                              | himegoto                 | 冨岡淳広       | 阿部達也       | 阿部達也            | 上条明         | 川原智弘          | 2002年 1月11日 |
| 13                              | TRUST                    | 冨岡淳広       | 加藤敏幸       | 加藤敏幸            | 香川久         | 川原智弘          | 1月18日        |

### 再編集版
それぞれ、全13話を再編集して全編再アフレコ・新作カット追加を施した内容となっている。
ヴァンドレッド 胎動篇
2001年10月14日の21:00 - 22:30にアニマックスで放送された。90分。
第1期の再編集版。冒頭には、新作画によるメジェール・パイレーツの出撃シーンが追加されている。
ヴァンドレッド 激闘篇
2002年9月14日から同年10月25日までパーフェクト・チョイスでペイ・パー・ビュー放送された後、2003年にはアニマックスでも放送された。90分。
第2期の再編集版。本作のみに登場するスーパーヴァンドレッド防御形態や、キャラクターデザイナーの黒田和也が自分で原画を描いたヒロイン達の艶やかな入浴シーンが売りであったが、後者については放送時に湯気の量が公開済みの画面サンプル以上に増やされており、放送後に発売されたDVDでも減らされていなかった。そのため、黒田和也は後に自身の同人誌『しまほっけ5』に『ヴァンドレッド 激湯編 THE LAST STAGE』という副題を付けた上、カラーピンナップには入浴中のヒロイン達の裸身を『激闘篇』本編以上に艶かしく描き下ろし、コメントページには『激闘篇』入浴シーンへの苦言を呈するなど、制作側の意図に異を唱えている。

## CD
マリン・エンタテインメントより発売された『ヴァンドレッド ヴォーカルコレクション Girl's Serenade』『オーディオドラマ ヴァンドレッド』以外は、全てメディアファクトリーより発売。
TRUST
2000年11月29日発売。第1期のオープニングテーマ『TRUST』や挿入歌『いくとせはるか』『WHAT A WONDERFUL WORLD』を収録したシングル。
ヴァンドレッド ボーカル&オリジナル・サウンドトラック
2001年1月26日発売。第1期の主題歌（エンディングテーマ『himegoto』も含む）や挿入歌に加え、BGMを収録したアルバム。全41曲。
ヴァンドレッド ヴォーカルコレクション Girl's Serenade
2001年9月5日発売。ディータ、メイア、ジュラ、バーネット、パイウェイ、エズラ、パルフェがそれぞれ歌う第2期のキャラクターイメージソングやリスナーへの告白メッセージに加え、オリジナルドラマを収録したアルバム。全15曲。
JUSTICE
2001年10月26日発売。第2期のオープニングテーマ『JUSTICE』やエンディングテーマ『YES TOGETHER』に加え、胎動篇オープニングテーマ『SPACY SPICY LOVE』を収録したシングル。
オーディオドラマ ヴァンドレッド
2001年11月1日発売。第1期の番外編ドラマ全8話とキャストクレジットを収録したアルバム。全9曲。
ヴァンドレッド the second stage ボーカル&オリジナル・サウンドトラック
2001年11月30日発売。第2期のオープニングテーマ『JUSTICE』やエンディングテーマ『YES TOGETHER』のテレビサイズや挿入歌『Somedays』に加え、胎動篇オープニングテーマ『SPACY SPICY LOVE』の別バージョンを収録したアルバム。全42曲。

## DVD
全てメディアファクトリーより発売。ジャケット画は全て黒田和也による描き下ろし。『コンプリートDVD-BOX』以外は全てDVD1枚組であり、VHSでも発売された。
ヴァンドレッド Vol.1
2001年1月26日発売。第1話と第2話を収録。
ヴァンドレッド Vol.2
2001年3月30日発売。第3話と第4話を収録。
ヴァンドレッド Vol.3
2001年4月27日発売。第5話と第6話を収録。
ヴァンドレッド Vol.4
2001年5月25日発売。第7話と第8話を収録。
ヴァンドレッド Vol.5
2001年6月29日発売。第9話と第10話を収録。
ヴァンドレッド Vol.6
2001年7月27日発売。第11話と第12話と第13話を収録。
ヴァンドレッド 胎動篇
2001年12月21日発売。初回生産分には、原画集やトレーディングカードが特典として添付（店舗によっては、ジャケットと同デザインのB2サイズポスターも添付）された。
ヴァンドレッド the second stage Vol.1
2002年1月25日発売。第1話と第2話を収録。
ヴァンドレッド the second stage Vol.2
2002年2月22日発売。第3話と第4話を収録。
ヴァンドレッド the second stage Vol.3
2002年3月29日発売。第5話と第6話を収録。
ヴァンドレッド the second stage Vol.4
2002年4月26日発売。第7話と第8話を収録。
ヴァンドレッド the second stage Vol.5
2002年5月31日発売。第9話と第10話を収録。
ヴァンドレッド the second stage Vol.6
2002年6月28日発売。第11話と第12話と第13話を収録。
ヴァンドレッド 激闘篇
2002年10月25日発売。初回限定版と通常版が同時発売され、前者にはヒロイン達の入浴姿を描き下ろしたリバーシブルジャケットや、これまでの版権イラストを収録したカラー小冊子が同梱（店舗によっては、リバーシブルジャケットと同デザインのB2サイズ両面ポスターも添付）された。
ヴァンドレッド コンプリートDVD-BOX
2005年12月22日発売。第1期、『胎動篇』、第2期、『激闘篇』を1箱に収録したボックス盤。DVD9枚組。もりたけしによる作品解説や彼と出渕裕のスペシャル対談などを収録した、小冊子が同梱されている。また、ゴンゾの公式通信販売サイト「ゴンゾスタイル」での購入者には、黒田和也の描き下ろしによるマイクロビキニ姿のディータのテレホンカードが先着順で添付されていた。

## 関連書籍

### ムック
ヴァンドレッド デジタル設定画集
2001年3月24日発売。角川書店より発行。第1期の企画書や設定資料などを収録したムック本。それらのデジタルデータを収録したCD-ROMが同梱されている。

### 小説
もりたけし本人が、テレビアニメ版に先駆けて執筆。放送開始より3か月早く発売された。内容はテレビアニメ版とほぼ同じであるが、第2期終盤での「タラークへ帰るため、一時的に別れることになったヒビキとディータの最後のやりとり」の部分だけは大きく異なっている。
- 発行期間 - 2000年7月〜2002年5月
- 発行元 - 角川スニーカー文庫
- 巻数 - 全7巻
  - 『ヴァンドレッド』（全3巻）
  - 『ヴァンドレッド the second stage』（全3巻）
  - 『ヴァンドレッド the extra stage』（全1巻。番外編・後日談の短編集）
- 企画、原案 - GONZO、もりたけし
- 著 - もりたけし
- カバーイラスト、口絵イラスト - 黒田和也
- 本文イラスト - 茜虎徹
- カバーデザイン - design CREST（2nd以降は口絵・目次デザインも担当）

### 漫画
テレビアニメ版と同名タイトルで、月刊ドラゴンジュニアに連載された。単行本は角川コミックスドラゴンJr.より発売。本編2巻に番外短編集1巻で全3巻。作画は茜虎徹。
設定資料がそろう前に連載を開始した（事実上、主要キャラやメカのデザインのみを参考にした）ため、テレビアニメ版とはシナリオや設定に大幅な違いがあり、漫画版だけのキャラやメカも登場する。第1巻は第1期に準じているが、第2巻は第2期に準じたものではなく、ほぼオリジナル展開。第3巻だけ別タイトルとなっている『ヴァンドレッドすぺしゃるすてーじ』は、漫画版完全オリジナルの番外短編集である。

## ゲーム
スーパーロボット大戦X-Ω
スマートフォン用アプリゲーム。2019年1月より、本作のキャラクターとロボットが登場する。

## 備考
- 第1期のエンディングアニメーションは、SD化されたヒビキが右から左へ向かって歩く背景に、ディータ、メイア、ジュラの顔や、極めて艶かしく描かれた身体（ジュラに至っては衣装の端から乳輪を露出させていたほど）が挿入されていく内容であったが、WOWOW本放送時には3人の身体が全てモノクロ処理されていた。
- 本作終了後、もりたけしが監督を務めたテレビアニメ『ストラトス・フォー』は、スタッフやキャストが本作と被っている。特にキャストについては大半がそうである上、本作を踏まえた小ネタ台詞も盛り込まれている。
- 第1期放送終了後、アニメ雑誌『月刊ニュータイプ』に『ヴァンドレッド2』の紹介特集が掲載された[6]。内容はヒビキ達の次の世代を描くものだったが、実は第2期制作に引っ掛けたネタ記事で、後にスタッフから「本気にされて困った」という旨のコメントが出された。
- ニル・ヴァーナ内のドア開閉音に、テレビドラマ『スター・トレック』シリーズに登場する宇宙船U.S.S.エンタープライズNCC-1701のドア開閉音が使われているなど、SFドラマや映画のパロディ演出が見られる。
- 『胎動篇』に収録されているもりたけしと樋口真嗣の対談は、吉高寿男が企画・演出・編集を担当している。